# Distretto di Ceyhan
Il distretto di Ceyhan (in turco: Ceyhan ilçesi) è un distretto della Turchia nella provincia di Adana con 158.767 abitanti (dato 2012)
Il capoluogo è la città di Ceyhan.

## Geografia antropica

### Suddivisioni amministrative
Il distretto è suddiviso in 12 comuni (Belediye) e 71 villaggi (Köy)